# Holorusius pediacus
Holorusius pediacus är en skalbaggsart som först beskrevs av Holzschuh 1995.  Holorusius pediacus ingår i släktet Holorusius och familjen långhorningar. Inga underarter finns listade i Catalogue of Life.